# Quantum Oławska

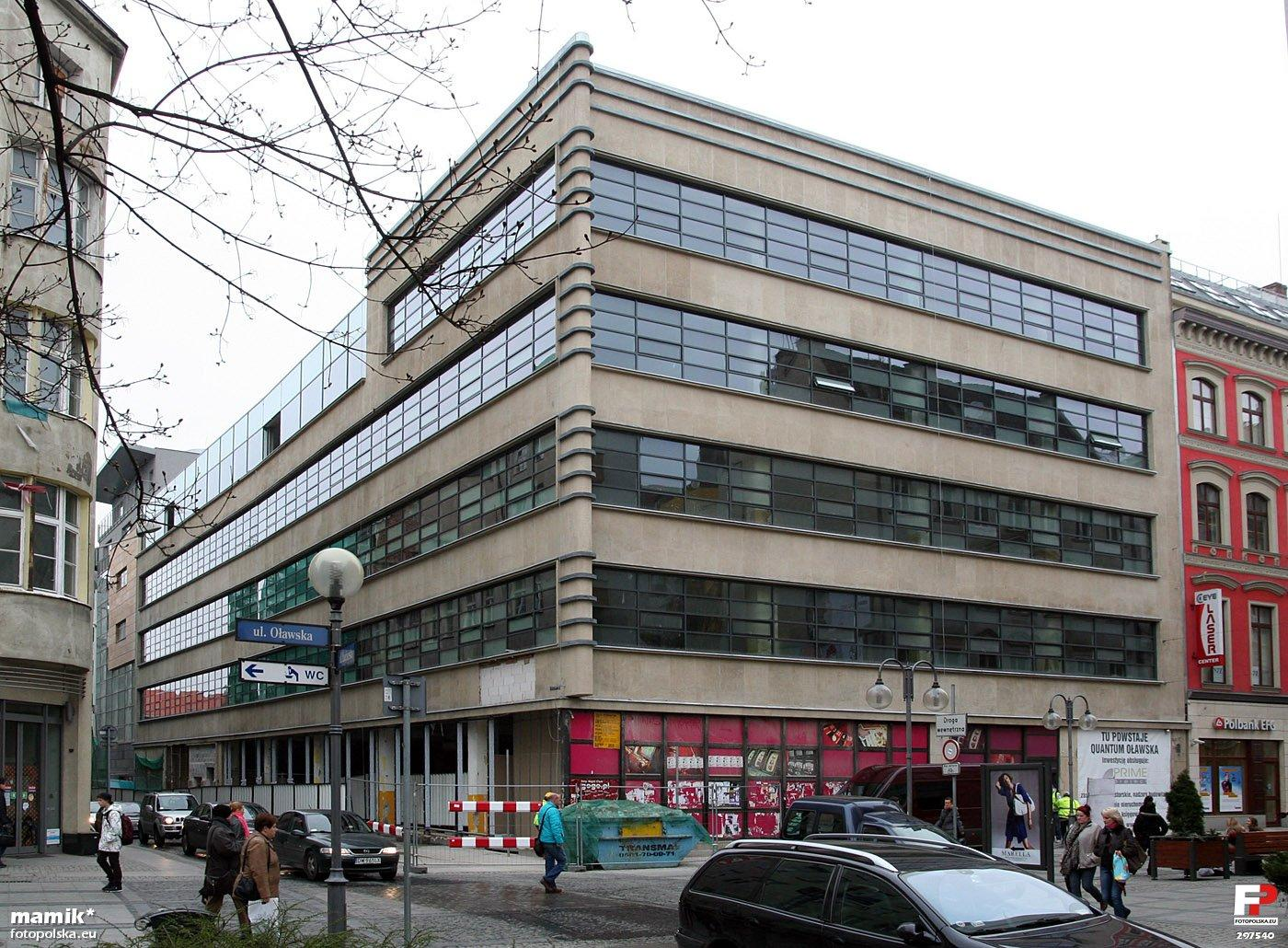
Quantum Oławska

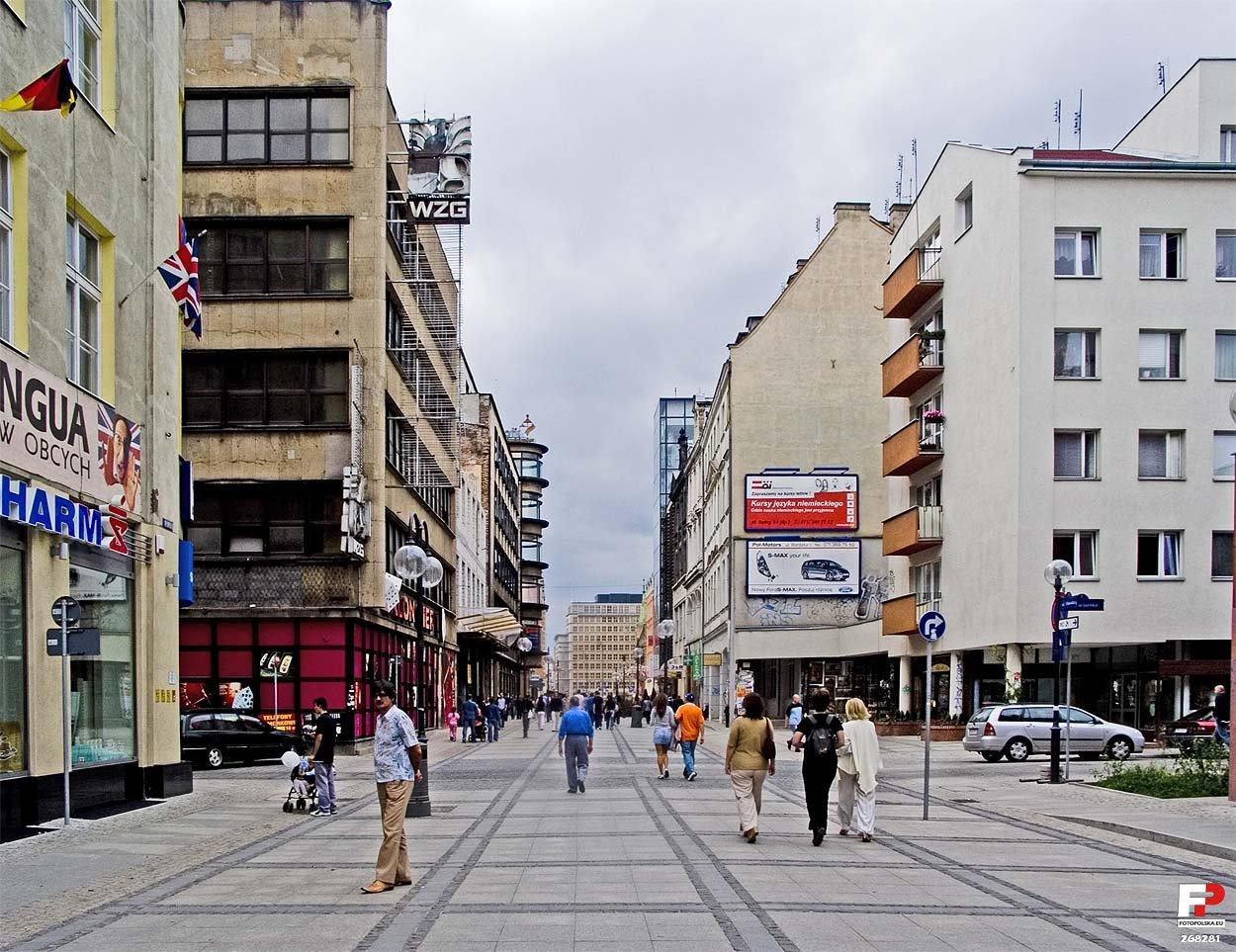
Skrzyżowanie ul. Oławskiej i Łaciarskiej, po lewej za skrzyżowaniem budynek Quantum Oławska przed remontem

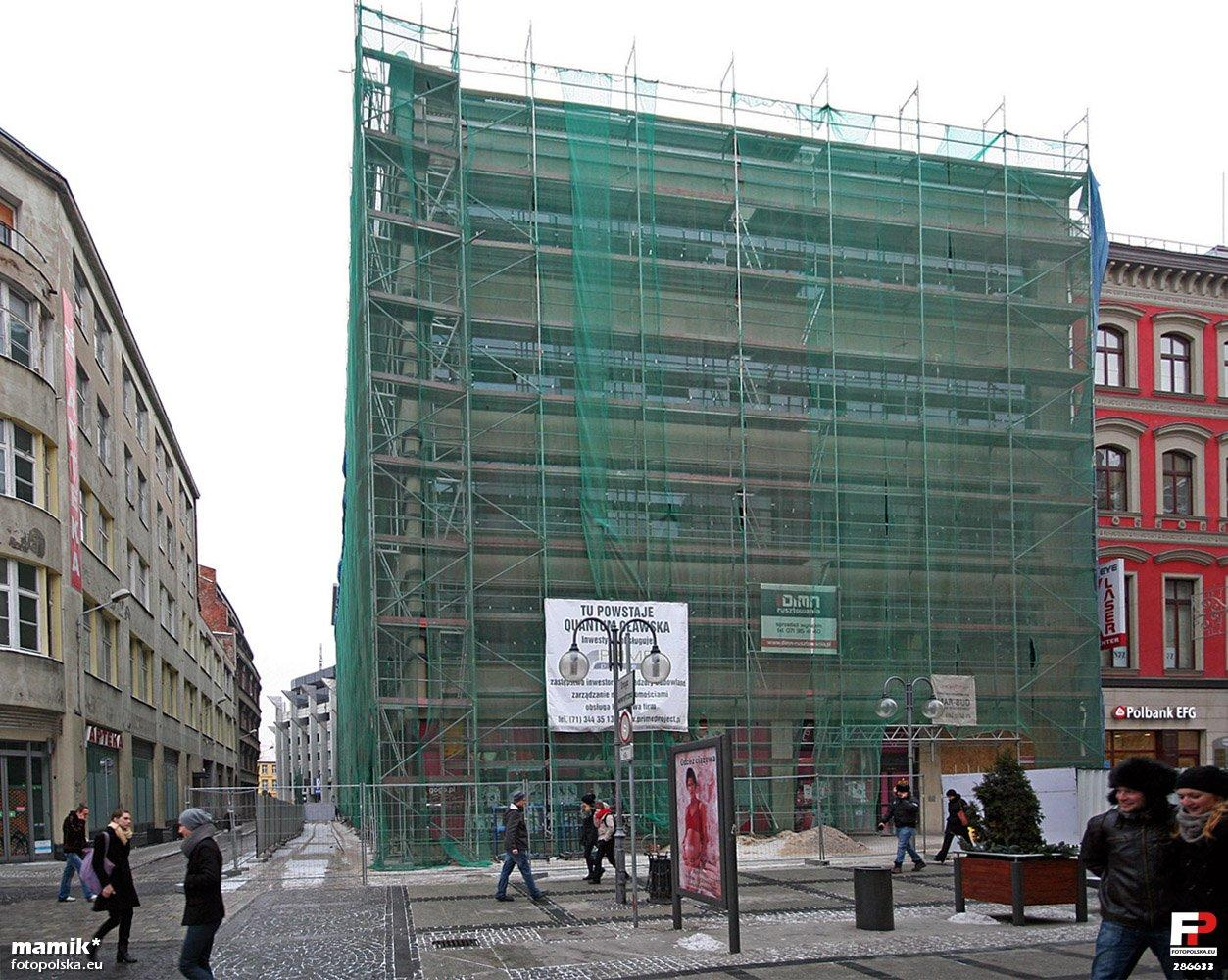
Quantum Oławska – remont

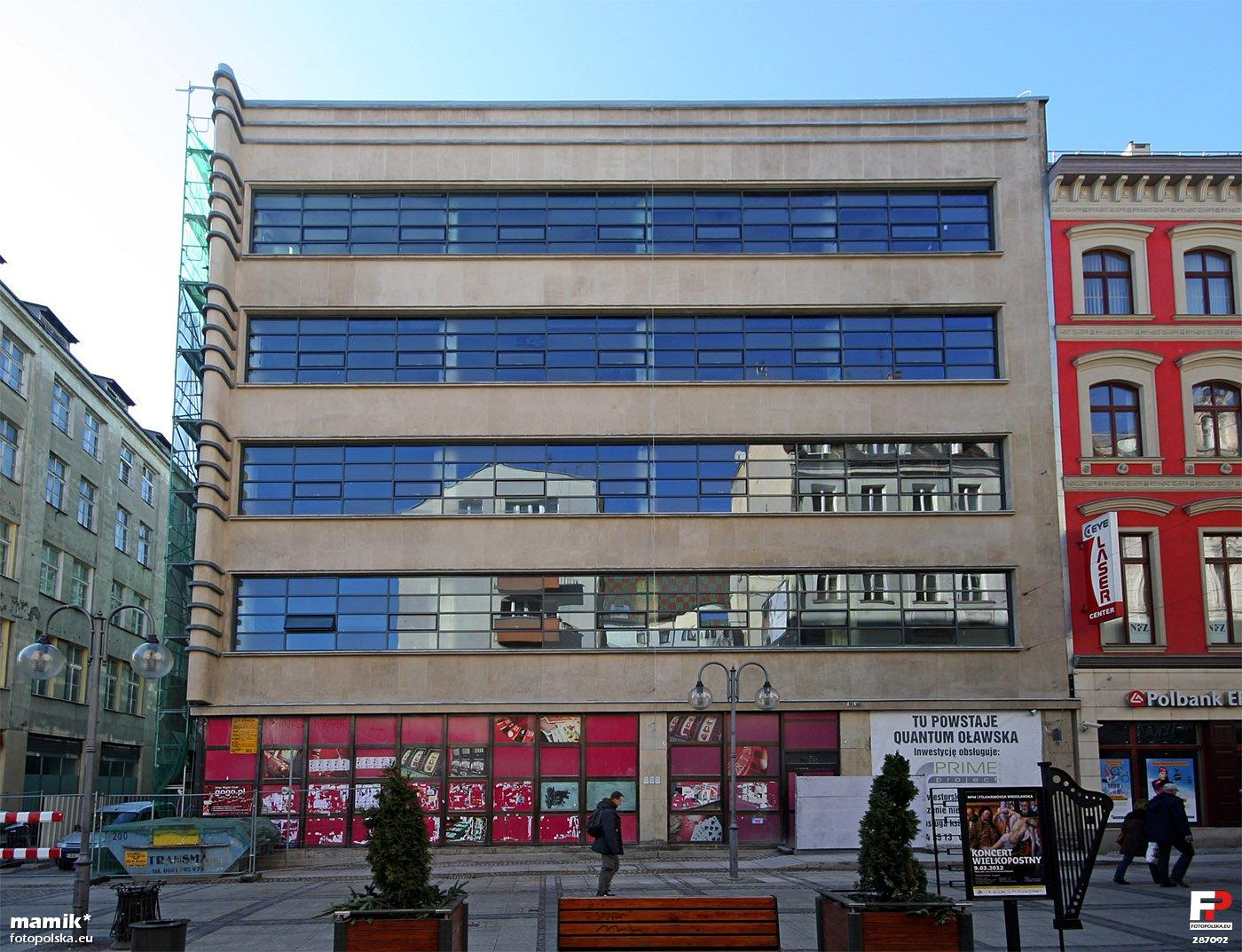
Elewacja północna

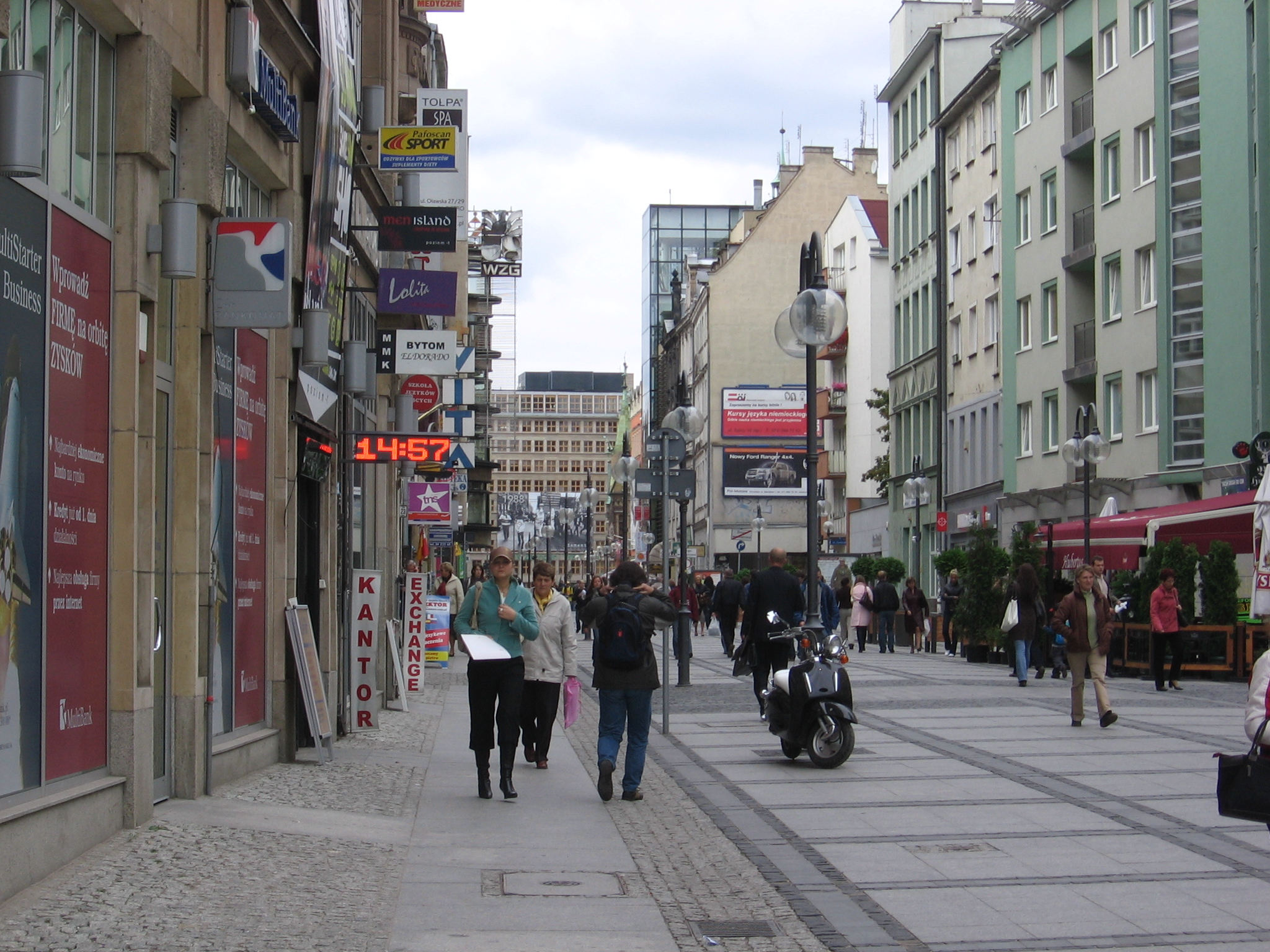
Ul. Oławska, wysunięty neon WZGu-wzg

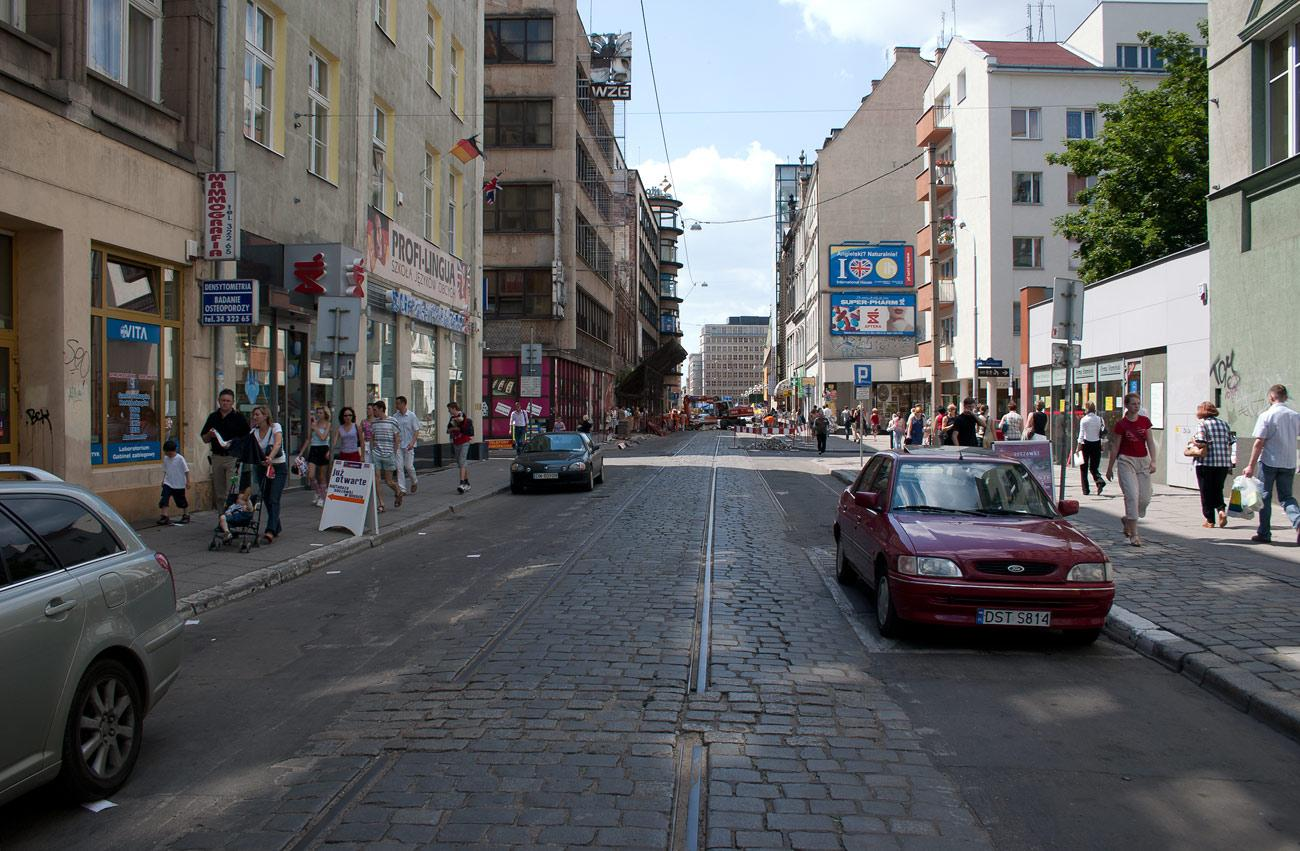
Ul. Oławska przed przebudową, zaniedbany budynek WZGu-wzg

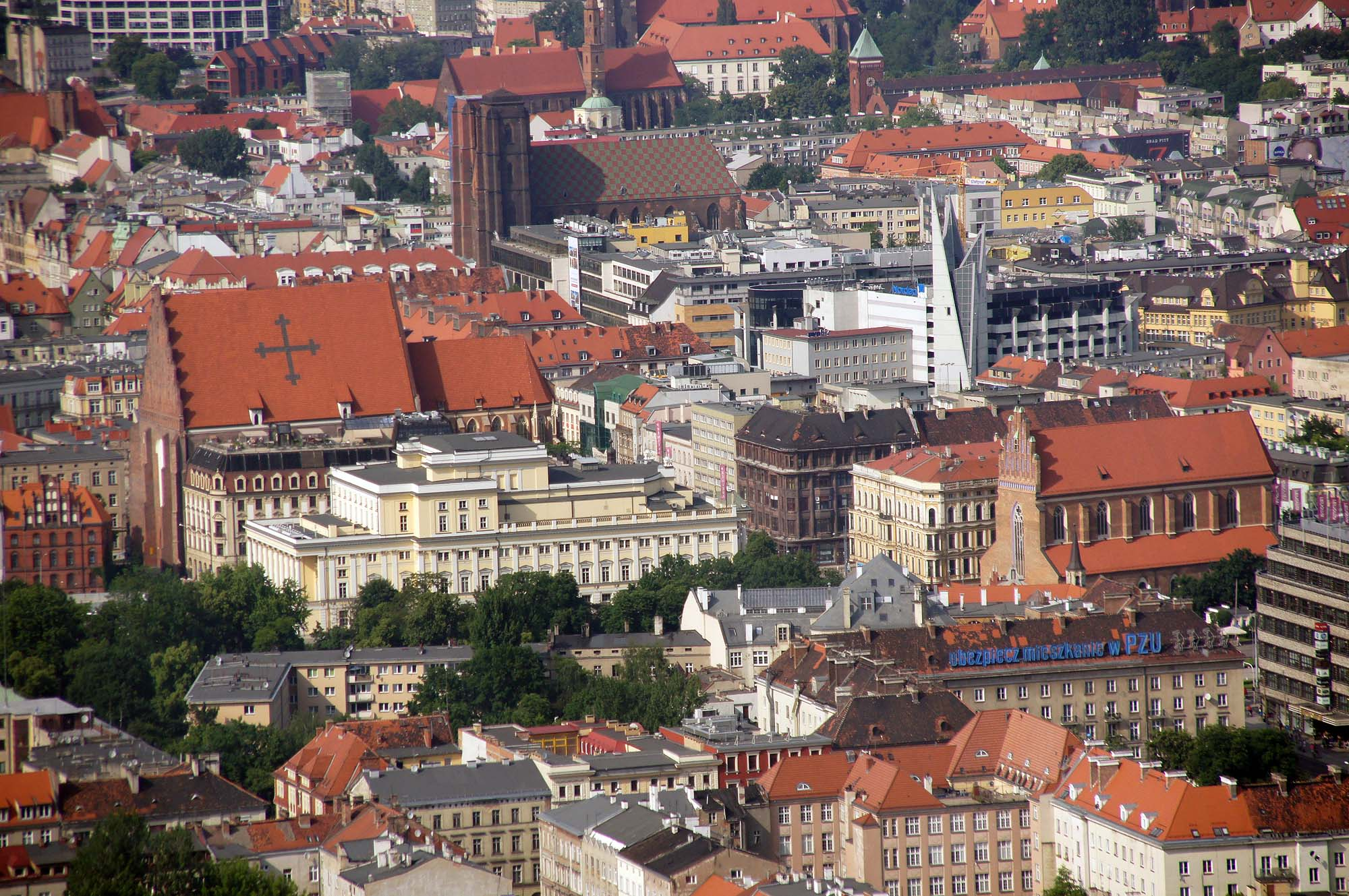
Zabudowa

Quantum Oławska – biurowiec położony we Wrocławiu w obrębie Starego Miasta przy ulicy Oławskiej 11 oraz przy ulicy Łaciarskiej 60 i 61. W budynku oprócz funkcji biurowej przewidziano także działalność handlową i usługową. Został zbudowany w 1931 r. jako dom handlowy marki C&A. Po II wojnie światowej mieściły się tu Wrocławskie Zakłady Graficzne. W lata 2011–2012 przeszedł przebudowę i gruntowny remont. Jest to budynek utrzymany w duchu modernizmu. Pozytywny odbiór obiektu wynika przede wszystkim z dobrego wpisania się w istniejący kontekst zabudowy oraz prostej i ciekawej elewacji ukształtowanej w oparciu o poziome pasy okien biegnących przez całą jej długość i dużych przeszkleniach parteru oraz charakterystycznemu wysunięciu i nadwieszeniu nad ulicą Oławską w narożu budynku. Obiekt został ujęty w gminnej ewidencji zabytków.

## Położenie i otoczenie
Lokalizację budynku określa się jako staranie i trafnie dobraną do pierwotnej funkcji obiektu jako domu handlowego. Jest to narożna działka przy ulicy Oławskiej i ulicy Łaciarskiej, położona na obszarze Starego Miasta, w ścisłym centrum Wrocławia. Położenie budynku zapewniało odpowiedną eskpozycję reprezentacyjnego sklepu, otwartego dużymi witrynami na jedną z ważniejszych wówczas ulic, kreując przy tym odpowiednio atrakcyjny wizerunek firmy. Sama ulica Oławska stanowiła jeden z głównych szlaków prowadzących z pobliskiego Rynku w kierunku wschodnim.
Współczesny adres budynku to ulica Oławska 11 we Wrocławiu. Obszar, na którym położony jest budynek, przynależy do osiedla Stare Miasto, w dawnej dzielnicy Stare Miasto. Ponadto zaliczany jest do dzielnicy urbanistycznej Śródmieście w ramach wielofunkcyjnego centrum miasta.
Jest to obszar gęsto wypełniony tkanką miejską z dużą intensywnością wykorzystania terenu, przemieszaniem funkcji mieszkalnej z funkcją handlowo-usługową, w tym z usługami o charakterze wielkomiejskim oraz atrakcjami turystycznymi, o gęstej sieci ulicznej, gęstego układu linii komunikacji zbiorowej w ramach transportu publicznego, dla którego określa się wyjątkowo korzystny lub najlepszy dostęp do infrastruktury komunikacyjnej miasta. Inną cechą tego obszaru jest duża gęstość zaludnienia. Układ zabudowy charakteryzuje się liniowym, kwartałowym układem, rozmieszczonych w blokach urbanistycznych z reprezentacyjną funkcją zwróconą na zewnątrz i usługową do wewnątrz takiego bloku. Układ ten ponadto cechuje regularna siatka ulic i placów, a sama ulica Oławska na tym odcinku pełni współcześnie rolę deptaku, o statusie drogi wewnętrznej przebiegającej w ramach strefy zamieszkania. Natomiast na ulicy Łaciarskej ruch drogowy jest dopuszczony, ale również w ramach tej samej strefy zamieszkania, przy czym samej ulicy przypisano klasę ulicy dojazdowej. Dojazd do posesji dopuszczalny jest wyłączenie od strony ulicy Łaciarskiej. Oprócz budynków mieszkalnych i mieszkalno-usługowych znajdują się także budynki handlowe, biurowe oraz budynek z parkingiem wielopoziomowym o nazwie Szewska Centrum.

## Historia
Historycznie jest to obszar Starego Miasta gęsto wypełniony zabudową pierzejową, zarówno w przeszłości, jak i współcześnie. Warto także nadmienić, że ulica Oławska (Ohlauer Straße) była jedną z najstarszych ulic Wrocławia i stanowiła jedną z jego głównych arterii komunikacyjnych.
Przed powstaniem współczesnego budynku w miejscu tym znajdował się inny budynek, w którym mieścił się hotel „Weisser Adler” (Biały Orzeł) przy ulicy Oławskiej 10-11. Został on zbudowany na przełomie XVIII i XIX wieku w czasie boomu hotelowego, jednak później został rozebrany. W hotelu tym mieszkania w 1848 r. matka Juliusza Słowackiego – Salomea Bécu. Ponadto przy ulicy Łaciarskiej 61 istniał jeszcze po II wojnie światowej budynek mieszkalny, tj. kamienica z XVIII wieku, przylegająca do dawnego domu towarowego, włączona do obecnego kompleksu zabudowy (obiekt nie istnieje).
Budynek powstał w latach 1930–1931, w ramach realizacji zakrojonych na szerszą skalę inwestycji prowadzonych przez firmę C&A Brenninkmeijer, w ramach ekspansji na rynku niemieckim wdrażanej od 1911 r. do połowy lat 30. XX wieku. Zbudowany we Wrocławiu obiekt był jednym z kilku domów towarowych tej spółki otwartych w największych miastach ówczesnych Niemiec, pod marką C&A (Dom Handlowy C&A, Dom towarowy C&A Brenninkmeyer). Projektantem tego i innych powstałych wówczas budynków był Sepp Kaiser. Architekt ten, choć działał wówczas w Berlinie, pochodził ze Szwajcarii. Po zakończeniu II wojny światowej w polskim Wrocławiu budynek przeznaczono dla utworzonych instytucji związanych z poligrafią, w tym dla drukarni, a następnie dla Wrocławskich Zakładów Graficznych (przy czym w wyniku działań wojennych był on częściowo zniszczony, a odbudowo go w 1949 r.). Przedsiębiorstwo to zajmowało ten budynek do 1998 r. Natomiast po przemianach ustrojowych w Polsce z przełomu lat 1989/1990 dokonywano różnych przekształceń co do sposobu użytkowania obiektu, między innymi przywracając częściowo funkcję handlową (na poziomie parteru i pierwszego piętra) oraz przeznaczając wyższe kondygnacje na funkcje biurowe. Numeracja adresowa w tym rejonie ówcześnie była taka jak dziś.
W latach 2011–2012 firma Quantum Project, jako inwestor, przeprowadził gruntowną przebudową i generalny remont obiektu, ale z zachowaniem pierwotnej jego architektury, szczególnie w zakresie wartych zachowania elewacji. Inwestycja ta zmieniła program użytkowy budynku, jak wyżej wspominano tworząc na parterze i pierwszym piętrze powierzchnie handlowe, na wyższych kondygnacjach powierzchnie biurowe oraz powierzchnie usługowo-gastronomiczne w piwnicy. Po zmianach obiektowi przypisano klasę A. Ponadto w kolejnych latach przeprowadzono modernizację budynku zakończoną w IV kwartale 2020 r. oraz w III/IV kwartale 2021 r.

## Architektura i aspekty budowlane
Styl architektoniczny budynku określa się jako modernizm. Konstrukcję nośną obiektu ukształtowano jako szkieletową opartą na żelbetowych słupach i stropach. Takie podejście zapewniało możliwość swobodnego kreowania wnętrz i elewacji obiektu, odpowiednio dobranych do reprezentacyjnego charakteru budynku. Bryła budynku ma formę w kształcie prostopadłościanu. Charakterystyczną i rzucającą się w oczy cechą elewacji są poziome pasy okien biegnących przez całą jej długość. Ponadto ponad parterem ukształtowano wysunięty i zaokrąglony występ ściany na styku elewacji północnej, tworzącej południową pierzeję ulicy Oławskiej, nad którą został nadwieszony, oraz elewacji wschodniej, tworzącej zachodnią pierzeję ulicy Łaciarskiej, tworzący płaską kontynuację pozostałej części elewacji (bez wysunięcia). Na parterach zaś wykonano duże przeszklenia witryn oraz podświetlony pasaż (niezachowany). Horyzontalne podziały podkreślono pasami świetlówek i neonami. Wnętrza obiektu ukształtowano jako przestronne i jasne przestrzenie. Otwarty ówcześnie dom towarowy oferował szeroką gamę konfekcji damskiej, męskiej i dziecięcej.
Po przebudowie z lat 2011–2012 budynek stał się biurowcem. Oprócz podstawowej funkcji biurowej w programie użytkowym uwzględniono powierzchnie handlowe oraz gastronomiczno-usługowe. Elewacje reprezentacyjne od strony ulic zachowały swój pierwotny charakter, przy czym nieprzeszklone ich fragmenty uzyskały powierzchnie wykonane z alabastru egipskiego (trawertynu). Tyle elewacje od strony dziedzińca natomiast wykonano jako przeszklone. Do budynku zrealizowano dwa wejścia: od strony ulicy Oławskiej dla części handlowej oraz od strony ulicy Łaciarskiej dla części biurowej i lokalu w piwnicy. Design wnętrz określa się jako industrialny. W budynku przewidziano elegancki hol z zapewnionym miejscem pod recepcję. W obiekt wbudowano dwie szybkobieżne widny osobowe. W części biurowej przestrzeń wewnętrzna została wykonana jako open space z możliwością swobodnego podziału przestrzeni ściankami. Wyposażona jest w podłogę techniczną, uchylną, umożliwiającą prowadzenie instalacji technicznych oraz klimatyzację. Ponadto wymienia się takie wyposażenia jak uchylne okna, czujniki dymu, wykładzina i podwieszane sufity. Dostępne metraże biur mieszczą się w przedziale od 40 m² do 3.300 m². W budynku oraz na terenie posesji nie ma miejsc postojowych.

## Parametry charakterystyczne
Jest to budynek średniowysoki o pięciu kondygnacjach nadziemnych i jednej kondygnacji podziemnej. Powierzchnia zabudowy budynku obejmuje 1.242 m². Rozbieżne informacje można znaleźć w publikacjach i opracowaniach natomiast na temat różnych kategorii powierzchni wewnętrznych w budynku. I tak całkowita powierzchnia budynku określana jest na 6.650 m² lub 5.850 m². Jeszcze bardziej rozbieżne informacje dotyczą powierzchni biurowej. Dla typowego piętra podaje się powierzchnię 830 m² lub powierzchnię 1.050 m², a wielkość całkowitej powierzchni biurowej określa się na około 3.000 m² (powierzchnia biurowa brutto budynku 2.508 m², Powierzchnia biurowa netto budynku 2.490 m², przy współczynnik powierzchni wspólnych na poziomie 10%, według innych źródeł odpowiednio: całkowita powierzchnia biurowa netto w budynku 3.282 m², powierzchnia biurową około 2.500 m², czy nawet 3.300 m²). Powierzchnia handlowo-usługowa wynosi około 2.500 m².

## Klasyfikacja, identyfikacja i użytkownicy
Budynek położony jest na działce gruntu, której pole powierzchni wynosi 1.279 m². Działka ta przypisana jest do klasoużytku Bi –inne tereny zabudowane. Jej identyfikator G5 to 026401_1.0001.AR_37.32, a identyfikator IIP to PL.PZGiK.112.EGiB 73827A5A-9920-4EAF-9D7C-0E903E206CC3. Sam budynek zaliczany jest według Klasyfikacji Środków Trwałych do grupy b – budynki biurowe (105). Jego identyfikator G5 to 026401_1.0001.AR_37.32.1_BUD, a identyfikator IIP to PL.PZGiK.112.EGiB 4A949F72-7E98-479F-9338-7935F025CFFD. Ponadto określa się dla niego funkcję szczególną jako siedziba firm. Do nieruchomości przypisane są następujące punkty adresowe we Wrocławiu: ul. Oławska 11, ul. Łaciarska 60 i ul. Łaciarska 61. Wobec budynku stosuje się w różnych opracowaniach, a także w celach identyfikacyjnych oraz marketingowych, nazwę Quantum Oławska.
Współcześnie nieruchomość gruntowa stanowi własność Skarbu Państwa, na której ustanowiono prawo użytkowania wieczystego. Właściciele i użytkownicy:
- C&A Brenninkmeijer (lata 1931–1945)[1][7]
- delegatura „Czytelnika” oraz drukarnia dziełowo-gazetowa (lata 1948–1949)[7]
- Wrocławska Drukarnia Dziełowa (od 1949 r.)[4][7][43], przemianowana po połączeniu z innymi przedsiębiorstwami poligraficznymi na Wrocławskie Zakłady Graficzne[6][7][40][42][43] od 1975 r.[43]
- Quantum Project[8][40] / Prime Project sp. z o.o.[7][8]

## Odbiór i opinie
Pozytywny odbiór obiektu, spotykany w różnych publikacjach i opracowaniach, opiera się na kilku aspektach. Przede wszystkim podkreśla się dobrze dobraną lokalizację do pierwotnej funkcji obiektu. Tak samo pozytywne opinie zbiera jego architektura oraz aspekt harmonijnego wpasowania nowego budynku do otoczenia. Wskazuje się, że stosunkowo prosta architektura, dzięki zaledwie kilku zabiegom, skutecznie nawiązuje do kontekstu, w jaki została wpasowana. Odwołanie się do tego kontekstu przez projektanta określa się jako subtelne i z dużym szacunkiem, ale równocześnie jako skuteczne. Dotyczy to zarówno pobliskiego domu handlowego Rudolfa Petersdorffa, zaprojektowanego przez Ericha Mendelsohna, szczególnie dzięki wyżej opisanemu zaokrąglonemu i wysuniętemu narożnikowi nawiązującemu do dynamicznego narożnika pierwszego z obiektów oraz dzięki horyzontalnemu układowi elewacji, jak i do biurowca Poelziga, zbudowanego około dwadzieścia lat wcześniej, tu również dzięki horyzontalnej elewacji. Wszystkie te cechy razem wzięte skutecznie realizowały pierwotne wymagania dotyczącego reprezentacyjnego charakteru domu towarowego budującego wizerunek firmy.

## Ochrona
Budynek ten objęty jest ochroną w ramach wpisu do gminnej ewidencji zabytków. Widnieje w niej pod pozycją: Dom towarowy C und A Brenninkmeyer, po 1945 r. Prasowe Zakłady Graficzne, obecnie biurowiec „Quantum Oławska” (dawny dom towarowy, obecnie biurowiec „Quantum Oławska”, a w ewidencji wojewódzkiej jako określenie obiektu: drukarnia – wrocławskie zakłady graficzne; obiekt pierwotnie: dom towarowy; rodzaj obiektu: dom handlowy). W rejestrze tym określa się następujące daty i inne dane: lata 1930–1931 (projekt Sepp Kaiser), 2012 r. (remont, przebudowa). Przewiduje się dla niego rodzaj ochrony oparty na zapisach miejscowego planu zagospodarowania przestrzennego, według którego ochronie podlega: bryła i gabaryt obiektu, forma dachu oraz zabytkowy wystrój elewacji. Ustalenia te dotyczą tylko obowiązujących linii zabudowy wyznaczonych zgodnie z linią pierzei obu ulic, natomiast nie obowiązują dla nieprzekraczalnych linii zabudowy cofniętych względem pierzei w głąb posesji.
Obszar, na którym położony jest omawiany budynek, podlega ochronie w ramach zespołu urbanistycznego Starego Miasta z XIII–XIX wieku, wpisanego do rejestru zabytków pod numerem rejestrowym 196 z 15.02.1962, A/1580/212 z 12.05.1967 r., 25.04.2003 r. oraz 5.02.2010 r.. Inną formą ochrony tych obszarów jest ustanowienie historycznego centrum miasta, w nieco szerszym obszarowo zakresie niż wyżej wskazany zespół urbanistyczny, jako pomnik historii. Samo miasto włączyło ten obszar jako cenny i wymagający ochrony do parku kulturowego – Parku Kulturowego „Stare Miasto”, który zakłada ochronę krajobrazu kulturowego oraz uporządkowanie, zachowanie i właściwe kształtowanie krajobrazu kulturowego i historycznego charakteru najstarszej części miasta. Dla obszaru, na którym położona jest opisywana zabudowa przed jakimkolwiek zainwestowaniem, wymagane jest sporządzenie planów szczegółowej rewaloryzacji przy uwzględnieniu między innymi szczegółowych wytycznych konserwatorskich. Ochronie podlega także oś widokowa wzdłuż ulicy Oławskiej w kierunku Rynku.